# Грай, Морис Авраам
Грай Морис Авраам (англ. Gray Morris Abraham; 16 мая 1889, Городец, Могилёвская губерния — 22 января 1966, Виннипег) — канадский политический деятель. Деятель сионистского движения Канады.

## Биография
Грай Морис Авраам (урождённый Мойше Гурарье) родился в местечке Городец Могилёвской губернии в семье Абрама и Сары Гурарье. В 1907 эмигрировал в Канаду и поселился в Виннипеге, где открыл бюро путешествий.
Грай был основателем «Canadian Jewish Congress» (Канадского еврейского конгресса), некоторое время занимал должность почетного вице-президента организации.
В период с 1926 по 1930 входил в правление школьного совета Виннипега, в 1931-42 член городского совета города. В 1941 был выбран в законодательный орган штата Манитоба как член Кооперативного союза штата и его преемника — Новой демократической партии.
Был основателем Канадской службы помощи еврейским эмигрантам. Занимал должность председателя Сионистской организации труда и председателя Общества по связям Западной Канады с Израильской партией труда.

### Семья
- Жена — Соня Брусер
- Сын — Бернард Грай
- Сын — Дэвид Грай
- Дочь — Сара Грай
- Дочь — Энн Грай